# Скиннер, Марк
Марк Ски́ннер (англ. Marc Skinner; родилась 23 марта 1983) — английский футбольный тренер, главный тренер женской команды «Манчестер Юнайтед».

## Тренерская карьера
Скиннер работал учителем, а также техническим директором, тренером резервистов и тренером вратарей в клубе «Бирмингем Сити». В 2013 году он был назначен главным тренером футбольной команды колледжа Солихалла, в которой играли только девушки. Футбольная академия колледжа Солихалла имела тесные связи с женской командой «Бирмингем Сити», которая привлекала молодых талантов из команды колледжа.
В декабре 2016 года Скиннер был назначен главным тренером женской команды «Бирмингем Сити». В «весенней серии» Женской суперлиги, которая прошла с февраля по май 2017 года, «Бирмингем Сити» занял седьмое место. Команда также дошла до финала Женского кубка Англии в 2017 году, проиграв в нём женской команде «Манчестер Сити». В сезоне 2017/18 «Бирмингем Сити» занял пятое место в Женской суперлиге.
К январю 2019 года «Бирмингем Сити» находился на четвёртой строчке турнирной таблицы Женской суперлиги. Скиннер сумел создать хорошо организованную команду с доминирующей атакой, действуя в рамках ограниченного бюджета.
14 января 2019 года Скиннер был назначен главным тренером клуба Национальной женской футбольной лиги «Орландо Прайд» из Орландо (штат Флорида, США). Старт его карьеры в США оказался сложным: он не одержал ни одной победы в девяти первых матчах. 22 июня 2019 года его команда одержала победу над клубом «Скай Блу со счётом 2:1. Сезон 2019 года команда «Орландо Прайд» завершила в нижней части таблицы лиги с 16 очками. Сезон 2020 года был нарушен пандемией COVID-19, из-за чего команда провела только четыре официальных матча Национальной женской футбольной лиги, не одержав ни одной победы, однако сведя вничью последнюю игру лиги, отыграв три мяча у «Норт Каролайна Каридж». В 2021 году команда не проиграла ни одного из семи стартовых матчей чемпионата, набрав в них 15 очков. 23 июля 2021 года Скиннер подал в отставку.
29 июля 2021 года Марк Скиннер был назначен главным тренером женской команды «Манчестер Юнайтед», сменив на этом посту ушедшую в отставку в мае того же года Кейси Стоуни. Он подписал с клубом двухлетний контракт с опцией продления ещё на год.

## Тренерская статистика
Данные приведены по состоянию на 18 мая 2025 года
| Команда           | Страна | Начало работы   | Завершение работы | Показатели | Показатели | Показатели | Показатели | Показатели | Показатели | Показатели | Показатели |
| Команда           | Страна | Начало работы   | Завершение работы | И          | В          | Н          | П          | МЗ         | МП         | РМ         | % побед    |
| ----------------- | ------ | --------------- | ----------------- | ---------- | ---------- | ---------- | ---------- | ---------- | ---------- | ---------- | ---------- |
| Бирмингем Сити    | Англия | 14 декабря 2016 | 13 января 2019    | 54         | 26         | 11         | 17         | 76         | 51         | +25        | 048,15     |
| Орландо Прайд     | США    | 14 января 2019  | 23 июля 2021      | 43         | 9          | 12         | 22         | 46         | 77         | −31        | 020,93     |
| Манчестер Юнайтед | Англия | 29 июля 2021    |                   | 125        | 78         | 23         | 24         | 281        | 122        | +159       | 062,40     |
| Итого             | Итого  | Итого           | Итого             | 222        | 113        | 46         | 63         | 403        | 250        | +153       | 050,90     |

## Достижения
«Бирмингем Сити»
- Финалист Женского кубка Англии: 2016/17

«Манчестер Юнайтед»
- Обладатель Женского кубка Англии: 2023/24
- Финалист Женского кубка Англии: 2022/23, 2024/25

Личные достижения
- Тренер месяца Женской суперлиги: декабрь 2021[11], январь 2022[12], октябрь 2022[13], декабрь 2022, апрель 2023

## Личная жизнь
Скиннер встречается с бывшей футболисткой сборной Англии Лорой Бассетт, с которой он вместе тренировал женскую команду «Бирмингем Сити» до 14 лет. В декабре 2018 года у пары родилась дочь.